# 大牟田市歌
「大牟田市歌」（おおむたしか）は、日本の福岡県大牟田市が制定した市歌である。以下の2代が存在する。
1. 1933年（昭和8年）以前に制定。作詞者不詳[1]、作曲・梁田貞。
2. 1952年（昭和27年）制定。作詞・吉田尊治、作曲・古関裕而。

現在の市歌は2.である。

## 解説
戦前・戦後の2曲とも大牟田市の主力産業であった炭鉱を歌詞中で取り上げており、ノンフィクション作家の前田和男は「聖戦」から「復興」へ目的は変化すれど「石炭増産」の奨励を呼びかける趣旨が共通していることを指摘する。

### 初代
初代の「大牟田市歌」は、1933年（昭和8年）発行の『大牟田市郷土読本』に「市歌懸賞一等当選歌」として歌詞と単旋律の楽譜が掲載されている。1927年（昭和2年）の市制10周年から1930年代初頭の間頃に懸賞募集を行い、その入選作に梁田貞が曲を付けたものと推測されるが作詞者の氏名は『郷土読本』に記載が無く不詳。『大牟田市史』においても作成経緯に関する記述は見当たらない。
歌詞では1番から4番まで「炭 日本の覇を唱え」を繰り返し、市制15年目当時の三井三池炭鉱が国内のエネルギー需要を支えていた威容を讃えると共に2番では「煙の虹を吐く意気に」と大牟田川の河口に立ち並ぶ工場の煤煙を産業発展の証として取り上げているが、1983年（昭和58年）刊の『わたしたちのまち三池・大牟田の歴史』序文ではこの歌詞について「一方でまた公害発生をも余儀なくされ、大牟田市民の生活は大きくそこなわれることともなりました」と回顧している。

### 2代目
2代目の「大牟田市歌」は、1950年（昭和25年）にNHK福岡放送局が開局20周年を迎えることを記念し、同局と西日本新聞社および大牟田市・福岡市・久留米市の3市と合同で各市の市歌を懸賞募集したものである。1951年（昭和26年）1月25日に福岡市の岩田屋本店で最終審査が行われ、市内からの応募作品が入選採用されたのち日本コロムビア専属の古関裕而に作曲を依頼した。同年3月下旬には曲が完成したものと考えられ、4月9日から14日までNHK福岡がラジオのローカル放送で「福岡市の歌」「久留米市の歌」「大牟田市の歌」を19時20分から30分の時間帯に演奏したとされているが、制定告示は曲の完成からやや時間を置いて市制35年の節目に当たる翌1952年（昭和27年）に行われ、この時より表題から「の」を除き初代と同じ「大牟田市歌」としている。
制定意義は『大牟田市史』下巻の巻頭において「大牟田の近代産業の躍動と市民の意気と希望が力強く表現されている」ものと紹介され、市内の小学校で使用する社会科の副読本『わたしたちの大牟田』に掲載して普及が図られたが、前田も指摘するように3番で「平和」・4番で「復興」を掲げた点は対照的ながら1番で「石炭」・2番で「煙はなびく 工場群」を取り上げている点は初代との大きな共通性が見られる。その後、昭和末期から平成にかけて1番で「つきせぬ資源」と謳われた三井三池炭鉱の産炭量が減少し1997年（平成9年）を以て閉山したこともあり、市が主催する行事での演奏はその5年前の1992年（平成4年）に行われた市制75周年記念式典が最後であった。三池炭鉱の閉山後、市では市制80周年記念歌としてさだまさし作詞・作曲・歌唱の「チャンス」をイメージソングに選定しており、2代目「大牟田市歌」は廃止こそされていないものの市の公式サイト上に紹介は無い。
2020年（令和2年）にNHK総合で放送された朝の連続テレビ小説『エール』では2代目「大牟田市歌」の作曲者である古関が主人公のモデルとされたこともあり、大牟田音楽協会が10月に開催したサロンコンサートでは年初から続く新型コロナウイルスの影響や7月豪雨からの復興祈願の意図を込めて曲目に取り上げられ、28年ぶりに公の場で演奏が行われた。なお市内に所在する大牟田中学校・高等学校の校歌も古関の作曲である。
大牟田市に関連する新旧2代の市歌と前述の「チャンス」以外の楽曲としては、市制100周年記念歌として2017年（平成29年）に市内の小学校児童が合作した「ずっと ずっと」がある。